# (851) Zeissia
(851) Zeissia – planetoida z grupy pasa głównego asteroid.

## Odkrycie
Została odkryta 2 kwietnia 1916 roku w Obserwatorium Simejiz na górze Koszka na Półwyspie Krymskim przez Siergieja Bielawskiego. Nazwa została nadana na cześć Carla Zeissa, niemieckiego optyka. Przed nadaniem nazwy planetoida nosiła oznaczenie tymczasowe (851) 1916 S26.

## Orbita
(851) Zeissia okrąża Słońce w ciągu 3 lat i 120 dni w średniej odległości 2,23 au. Planetoida należy do rodziny planetoidy Flora nazywanej też czasem rodziną Ariadne.